# Laura De Vescovi
Laura De Vescovi, nota anche con lo pseudonimo di Laura Battaglia (Zara, 7 marzo 1928 – 24 dicembre 2018), è stata una fumettista italiana.

## Biografia
Si sposò nel 1950 con il disegnatore Dino Battaglia divenendone poi anche sceneggiatrice e colorista di molte storie a fumetti; per il marito scrisse gli adattamenti si alcune opere letterarie come Gargantua e Pantagruel o Il gatto con gli stivali oltre a biografie di personaggi religiosi pubblicate su Il Giornalino e il Messaggero dei Ragazzi. Per la Sergio Bonelli Editore lavorò come colorista di numeri celebrativi delle serie Martin Mystère e Zagor e due volumi della serie monografica Un uomo un'avventura disegnati dal marito.